# Catherine Grace Coleman

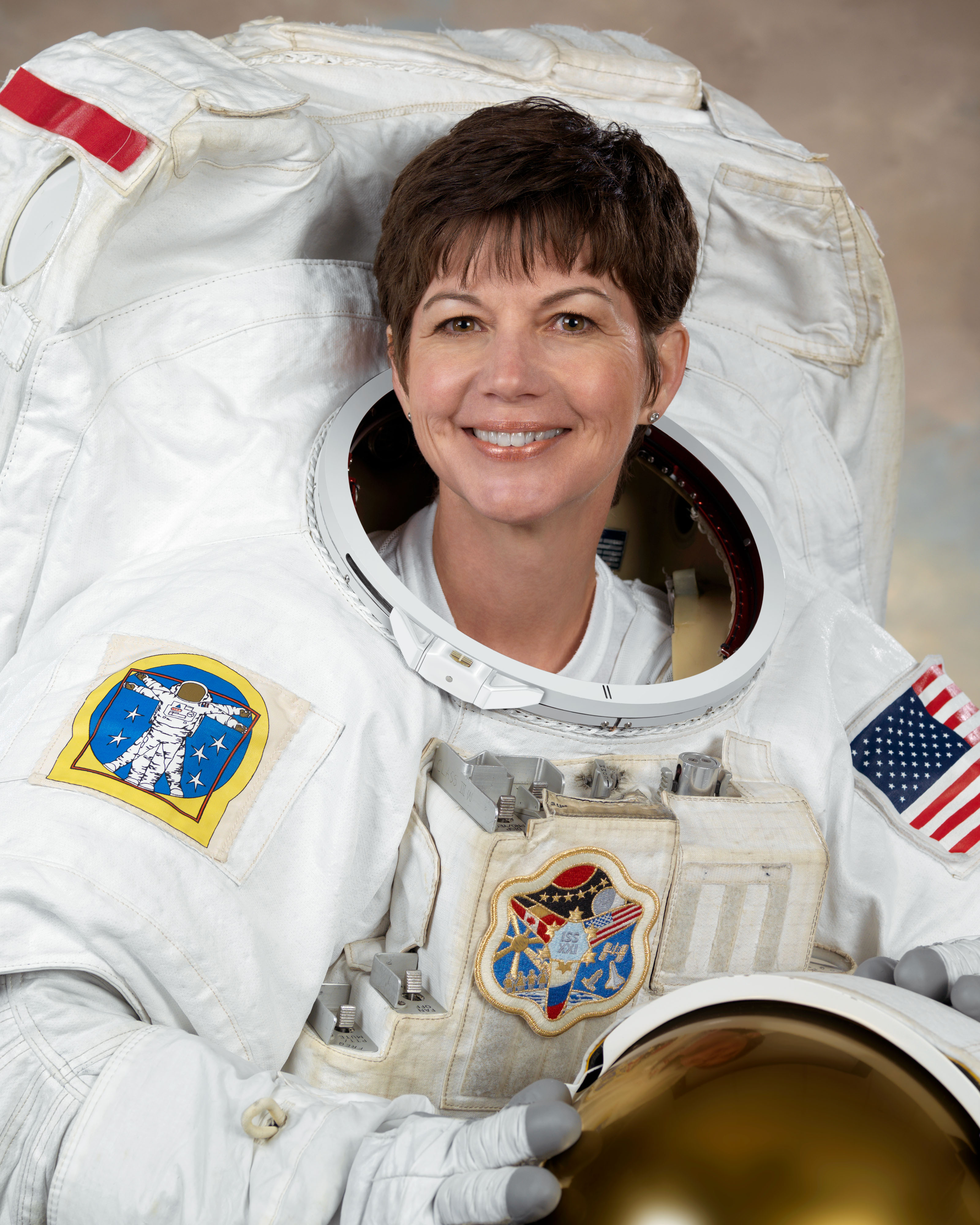
Catherine G. Coleman

Catherine Grace Coleman dr. (Charleston, Dél-Karolina, 1960. december 14. –) amerikai mérnök, tudós, űrhajós, ezredes. Teljes neve Catherine Grace "Cady" Coleman Dr.

## Életpálya
1983-ban Massachusettsben az egyetemen fejezte be kémiai tanulmányait, 1991-ben doktorált. A hadsereg Wright-Patterson Air Force Base bázisán kutató vegyészként a szintetizált vegyületek optikai alkalmazásaival foglalkozott, a fejlett számítógépek és az adatok tárolásának módszertanával.
1992. március 31-től részesült űrhajóskiképzésben a Lyndon B. Johnson Űrközpontban. Három űrszolgálata alatt összesen 180 napot, 04 órát és 00 percet töltött a világűrben.
NASA szolgálati idején a repülési szoftver ellenőrzését végezte, majd az űrközpont igazgatójának különleges asszisztense lett. Foglalkozott az űrkörülmények között alkalmazható tehermozgató robotok fejlesztésével, a Nemzetközi Űrállomás (ISS) komfortérzetének kialakításával (akusztika, életszerű laktér), volt bevetés irányító, a NASA képviselője a hasznosítható rakétaelemek újrahasznosításának ellenőrzésénél.
2009-ben leszerelt a hadseregből.

## Űrrepülések
- STS–73 a Columbia űrrepülőgép küldetés specialistája. A 2. mikrogravitációs laboratóriumot szállította. Az út során 12 órás időtartamokban 2-2 űrhajós dolgozott a laboratóriumban. A misszió összpontosított az anyagtudomány, a biotechnológia, az égés tudomány, a fizika a folyadékok, és számos tudományos kísérlet végrehajtására. Első űrszolgálata alatt összesen 15 nap, 21 óra, 52 perc, 21 másodpercet töltött a világűrben. 256 alkalommal  kerülte meg a Földet, több mint 6 millió mérföld távolságot repült.
- STS–93 a Columbia űrrepülőgép küldetés specialistája. Legfőbb program a Chandra űrtávcső elhelyezése a világűrben. A távcső lehetővé tette, hogy a tudósok tanulmányozhassák az egzotikus jelenségeket, mint a robbanó csillagok, kvazárok, fekete lyukak. A második űrrepülés időtartama 118 óra és 50 perc, azaz 4 nap, 22 óra és 50 perc.
- Szojuz TMA–20 fedélzeti mérnöke. A tudományos kísérletek mellett az űrállomás karbantartási munkálataiban is részt vett. Irányította a robotok működését (elfogta a japán Kounatori űreszközt), segítette az érkező űreszközök (STS–133, STS–134, teherűrhajók) kipakolását, a felesleges anyagok, eszközök átrakodását. Harmadik alkalommal összesen 159 napot, 07 órát és 17 percet töltött az ISS fedélzetén. Szolgálata alatt63 345 600 mérföldet tett meg, 2544 alkalommal kerülte meg a Földet.

### Tartalék személyzet
- STS–83 a Columbia űrrepülőgép küldetés specialistája
- STS–128 a Discovery űrrepülőgép fedélzeti mérnöke
- Szojuz TMA–19 fedélzeti mérnöke.